# John Deighton

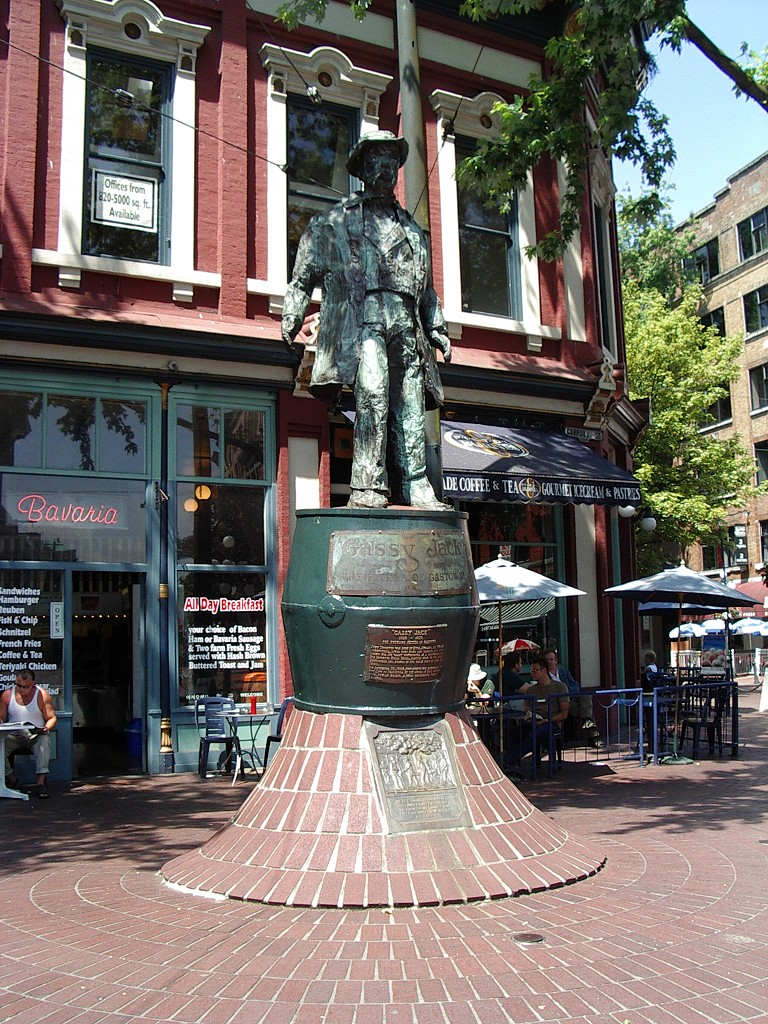
Statue von Gassy Jack in Vancouver

John Deighton (* November 1830 in Kingston upon Hull, England; † 29. Mai 1875 in Gastown, Vancouver; genannt Gassy Jack) war ein kanadischer Dampfschiffkapitän und Barbesitzer. Nach ihm ist Gastown benannt, das älteste Stadtviertel von Vancouver.
Er kam 1849 nach Kalifornien und segelte danach als Matrose zwischen London, den britischen Kolonien und China. 1858 kam er während des Goldrauschs am Fraser River nach British Columbia und war Kapitän eines Dampfschiffs, das zwischen mehreren Häfen an der kanadischen Westküste verkehrte. Zwischen 1862 und 1867 war Deighton Besitzer einer Bar in New Westminster, danach eröffnete er eine Bar am Südufer des Burrard Inlet, den Globe Saloon. Die Bar wurde von Sägewerksarbeitern gebaut, die dafür soviel Whisky erhielten, wie sie während eines Besuches trinken konnten.
Die Gäste waren hauptsächlich Seeleute und Arbeiter des nahen Sägewerks. 1870 wurde die Bar durch einen größeren Neubau ersetzt, das Deighton House. Sein Bruder Tom Deighton und dessen Ehefrau übernahmen den Saloon im Jahr 1874 und John Deighton arbeitete wieder als Dampfschiffkapitän. Nach einem Familienkrach übernahm er den Saloon nach einigen Monaten wieder und arbeitete dort bis zu seinem Tod im darauffolgenden Jahr.
Deighton war wegen seiner redseligen Art und seinem Hang zum Erzählen von Geschichten allgemein unter seinem Spitznamen Gassy Jack (geschwätziger Jack) bekannt. Der Name etablierte sich und noch heute heißt die Gegend rund um seine ehemalige Bar Gastown. Deighton liegt auf dem Forest Lawn-Friedhof in New Westminster begraben.